# Andalién
Andalién és un riu de Xile a la província de Concepción, Regió del Bío-Bío que desemboca a l'oceà Pacífic a la Badia de Concepción a la ciutat de Gran Concepción.